# Mrzli most
Mrzli most (madžarsko Némethidegkút, Német-Hidegkút, nemško Deutsch Kaltenbrunn) je mesto v okraju Ženavci na Gradiščanskem v Avstriji.

## Geografija
Katastrski skupnosti sta Mrzli most (Deutsch Kaltenbrunn) in Rohrbrunn.